# Juan de Mena

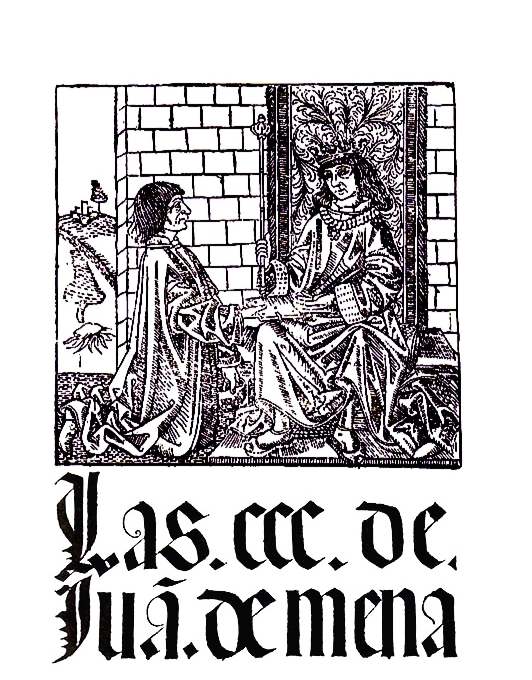
Couverture d'une édition de 1496 de Las Trescientas, de Juan de Mena, qui paraît offrant à Juan II son Laberinto de Fortuna.

Juan de Mena  est un poète espagnol né à Cordoue en 1411 et mort à Torrelaguna en 1456. Il est l'un des principaux poètes espagnols du XVe siècle et a été chroniqueur royal sous le règne de Jean II de Castille. Son chef-d'œuvre est Laberinto de Fortuna, poème épique et allégorique achevé en 1444 et composé de 300 stances, qui est considéré comme l'une des œuvres les plus importantes de la littérature médiévale espagnole.

## Biographie
Comme beaucoup d’écrivains des siècles passés, il n’y a pas beaucoup d’informations sur sa vie. Aucune source ne permet de déterminer qui étaient leurs parents ce qui nous fait conclure qu'il provient d'une famille des juifs convertis. cependant, on pense qu'il a perdu ses parents alors qu'il était encore un enfant.
Certaines sources affirment qu'il était le petit-fils de Ruy Fernández de Peñalosa y Mena, qui était Señor de Almenara, et que Juan était à son tour le fils de Pedrarias. Le père de Mena serait mort à la naissance ceci. Mena avait un frère aîné, qui s'appellerait plus tard Vingt-Quatre ou Conseiller.
Il est diplômé de l'Université de Salamanque avec le titre de Master of Arts. Il a travaillé comme employé des lettres latines sous le règne de Jean II de Castille et en même temps comme souverain de la ville de  Cordoue.
Il y entra en contact avec le cardinal Torquemada, dont il se rendit à Florence en 1441, puis à Rome, où il termina sa formation humaniste. En 1443, à son retour en Castille, il entra au service de Juan II en tant que secrétaire des lettres latines, poste qu'il réconcilia avec ses fonctions de souverain de la ville de  Cordoue. Un an plus tard, Il est toujours resté lié à la monarchie. En 1445, il devint le chroniqueur officiel du royaume espagnol. Avec le marquis de Santillane Íñigo López de Mendoza, il a partagé son affinité pour la littérature et la poésie. Ce monarque a consacré son œuvre la plus célèbre, Laberinto de Fortuna, poème allégorique chargé d'érudition du style de Dante Alighieri, avec des influences de Lucano et de Virgilio, en vers dodecasílabo et près de trois cents vers d'art majeur, caractérisé par l'utilisation d'un langage latin et cultiste, très influencé par la rhétorique latine. Le thème de ce grand poème est le rôle de la Providence dans la vie humaine et le destin national de la Castille.
En 1499, le Cinquante ou couronnement du marquis de Santillane a été publié, un poème très célèbre et populaire de son temps, compte tenu des manuscrits qu'il a conservés. Essayez de combiner la tradition allégorie-dantesque avec la lyrique cancioneril du Clair-obscur, composé en strophes d’art majeur et mineur. Dans les versets des sept péchés capitaux, Mena utilise un langage plus plat, mais laisse le travail inachevé et d'autres auteurs le poursuivent. Il mourut à Torrelaguna en 1456.
Certains historiens affirment que c’est le marquis qui a pris en charge toutes les dépenses au moment de son décès, précisément à cause de l’amitié qui les unissait. Tout cela même lorsque Mena a reçu un bon paiement des coffres royaux pour son travail exceptionnel.

## Œuvres de l'auteur
- La Coronación del Marqués de Santillana, écrite en 1438, publiée en 1499
- Comentario a la Coronación (1438)
- Homero romanceado (1442)
- El Laberinto de Fortuna ou Las trezientas (1444)
- Las Coplas contra los siete pecados capitales
- Tratado sobre el título del duque (1445)
- Memoria de  algunos linajes antiguos (1448)